# Guy Herbulot
Guy Alexis Herbulot (Saint-Menges, 7 marzo 1925 – Athis-Mons, 1º agosto 2021) è stato un vescovo cattolico francese.

## Biografia
Nacque nel 1925 a Saint-Menges, nel dipartimento delle Ardenne.

### Formazione e ministero sacerdotale
Frequentò il seminario maggiore di Reims durante la sua formazione sacerdotale, studiando filosofia e teologia cattolica.
Ordinato sacerdote il 29 giugno 1950 per l'arcidiocesi di Reims, divenne dapprima vicario a Torcy-Sedan, poi, dal 1952, professore al seminario minore di Reims e vicario episcopale incaricato dei laici.
Nel 1972 fu nominato vicario generale dell'arcidiocesi.

### Ministero episcopale
Il 20 giugno 1974 papa Paolo VI lo nominò vescovo ausiliare di Reims, residente a Charleville-Mézières, e titolare di Obbi, ricevendo la consacrazione episcopale l'8 settembre seguente nella cattedrale di Reims dalle mani dell'arcivescovo Jacques-Eugène-Louis Ménager, arcivescovo metropolita di Reims, co-consacranti il vescovo Georges-Stanislas-Jean Béjot, vescovo titolare di Cassandria e già vescovo ausiliare di Reims, e l'arcivescovo Pierre Louis Leclerc, vescovo emerito di Ségou. 
Il 12 maggio 1978 papa Giovanni Paolo II lo nominò secondo vescovo di Corbeil. L'11 giugno 1988 la diocesi fu rinominata e divenne così primo vescovo di Évry-Corbeil-Essonnes. Durante il suo episcopato fece edificare la nuova cattedrale della Resurrezione a Évry. La costruzione, avvenuta dal 1992 al 1995, fu affidata all'architetto svizzero Mario Botta. Consacrò la cattedrale fu consacrata l'8 maggio 1997, poco prima di ricevere la visita del papa alla diocesi.
Il 15 aprile 2000 lo stesso pontefice ne accolse la rinuncia per raggiunti limiti d'età.
Morì il 1º agosto 2021 nella casa di riposo Saint-Jean-Baptiste de la Salle di Athis-Mons, all'età di 96 anni. I funerali si svolsero il 4 agosto successivo, dopo i quali fu sepolto nella cripta della cattedrale di Évry.

## Genealogia episcopale
La genealogia episcopale è:
- Cardinale Scipione Rebiba
- Cardinale Giulio Antonio Santori
- Cardinale Girolamo Bernerio, O.P.
- Arcivescovo Galeazzo Sanvitale
- Cardinale Ludovico Ludovisi
- Cardinale Luigi Caetani
- Cardinale Ulderico Carpegna
- Cardinale Paluzzo Paluzzi Altieri degli Albertoni
- Papa Benedetto XIII
- Papa Benedetto XIV
- Papa Clemente XIII
- Cardinale Marcantonio Colonna
- Cardinale Giacinto Sigismondo Gerdil, B.
- Cardinale Giulio Maria della Somaglia
- Cardinale Carlo Odescalchi, S.I.
- Vescovo Eugène de Mazenod, O. M. I.
- Cardinale Joseph Hippolyte Guibert, O. M. I.
- Cardinale François-Marie-Benjamin Richard de la Vergne
- Vescovo Marie-Prosper-Adolphe de Bonfils
- Cardinale Louis-Ernest Dubois
- Arcivescovo Jean-Arthur Chollet
- Arcivescovo Héctor Raphaël Quilliet
- Vescovo Charles-Albert-Joseph Lecomte
- Cardinale Achille Liénart
- Cardinale Alexandre-Charles-Albert-Joseph Renard
- Arcivescovo Jacques-Eugène-Louis Ménager
- Vescovo Guy Alexis Herbulot